# 광주김씨열녀정려
광주김씨열녀정려는 대한민국 충청남도 공주시 의당면에 있다. 1997년 6월 5일 공주시의 향토문화유적 제14호로 지정되었다.